# Claudio Bonati
Claudio Bonati (Peschiera del Garda, 7 giugno 1971) è un ex pallavolista italiano.

## Carriera
Esordisce in serie A1 nel 1988, a soli 16 anni, nel Sernagiotto Petrarca Padova per poi continuare la sua carriera nella Zinella Bologna, Piaggio Roma, Conad Ferrara e Asystel Milano; con quest'ultima arriva alla finale play-off per lo scudetto nel 2001 e alla final four di Coppa CEV nel 2002. In 15 stagioni di massima serie ha totalizzato più di 10 000 punti.

## Presenze in nazionale
Vanta 50 presenze con la Nazionale Seniores. Esordio all'Havana Cuba nel 1994.

## Medaglie
- 1994 conquista la medaglia d'oro ai Mondiali Militari a San Diego negli Stati Uniti, miglior realizzatore,
- 1995 conquista la medaglia di bronzo alle Universiadi a Fukuoca in Giappone, miglior schiacciatore,
- 1997 conquista la medaglia d'oro in World League a Mosca in Russia, dove risulta miglior realizzatore, inoltre medaglia di bronzo agli Europei di Rotterdam nei Paesi Bassi) .